# منتخب تركيا تحت 19 سنة لكرة الطائرة للرجال
منتخب تركيا تحت 19 سنة لكرة الطائرة للرجال هو ممثل تركيا الرسمي في المنافسات الدولية في كرة طائرة تحت 19 سنة .